# إريك ستوكس (لاعب كرة قدم أمريكية)
إريك ستوكس (بالإنجليزية: Eric Stokes)‏ هو لاعب كرة قدم أمريكية أمريكي، ولد في 18 ديسمبر 1973 في هيبرون في الولايات المتحدة.

## وصلات خارجية
- إريك ستوكس على موقع مرجع كرة القدم المحترفة.كوم (الإنجليزية)